# 11 mai 2013
Le samedi 11 mai est le 131e jour de l'année 2013.

## Décès
- Emmanuelle Claret, Biathlète française[1].
- Joe Farman, Physicien britannique[2].

## Événements
- Élections législatives historiques au Pakistan. Pour la première fois depuis 1947, un gouvernement civil a réussi à terminer un mandat complet de cinq années. Des attentats visant des électeurs et des candidats se sont multipliés[3],[4].
- Tom Marshburn et Chris Cassidy, deux astronautes de la station spatiale ISS sortent dans l'espace afin de localiser une fuite d'ammoniac et de la réparer[5],[6].
- ALMS : Lucas Luhr et Klaus Graf remportent la victoire à la course automobile de Laguna Seca.
- Un attentat à l'aide de deux voitures piégées fait au moins 40 morts et 100 blessés à Reyhanli, dans le sud de la Turquie, près de la frontière avec la Syrie, faisant au moins 40 morts et 100 blessés, les autorités turques soupçonnent Damas[7].